# Lycidola simulatrix
Lycidola simulatrix är en skalbaggsart som beskrevs av Bates 1866. Lycidola simulatrix ingår i släktet Lycidola och familjen långhorningar. Inga underarter finns listade i Catalogue of Life.